# Berner Alpkäse
Le berner alpkäse (fromage d'alpage bernois) est un fromage au lait cru de vache, à pâte dure et grasse, produit en Suisse dans l'Oberland Bernois.
Le berner hobelkäse (fromage à rebibes bernois) est un berner alpkäse extra-dur, issu d'au moins 2 ans d'affinage, qui est commercialisé sous forme de rebibes (raclures de fromage). Ces deux fromages bénéficient d'une AOP depuis 2004.

## Description
Le berner alpkäse est un fromage au lait d'alpage cru, avec une croûte morgée ferme. Une meule pèse de 5 à 14 kg pour un diamètre allant de 28 à 48 cm.
Le berner hobelkäse est un fromage extra-dur à rebibes à la croûte ferme recouverte d’une pellicule naturelle de graisse. Le berner hobelkäse est uniquement fabriqué à partir de berner alpkäse d’une hauteur de 8,0 –9,9 cm. Le produit fini est dépourvu de morge.

## Fabrication

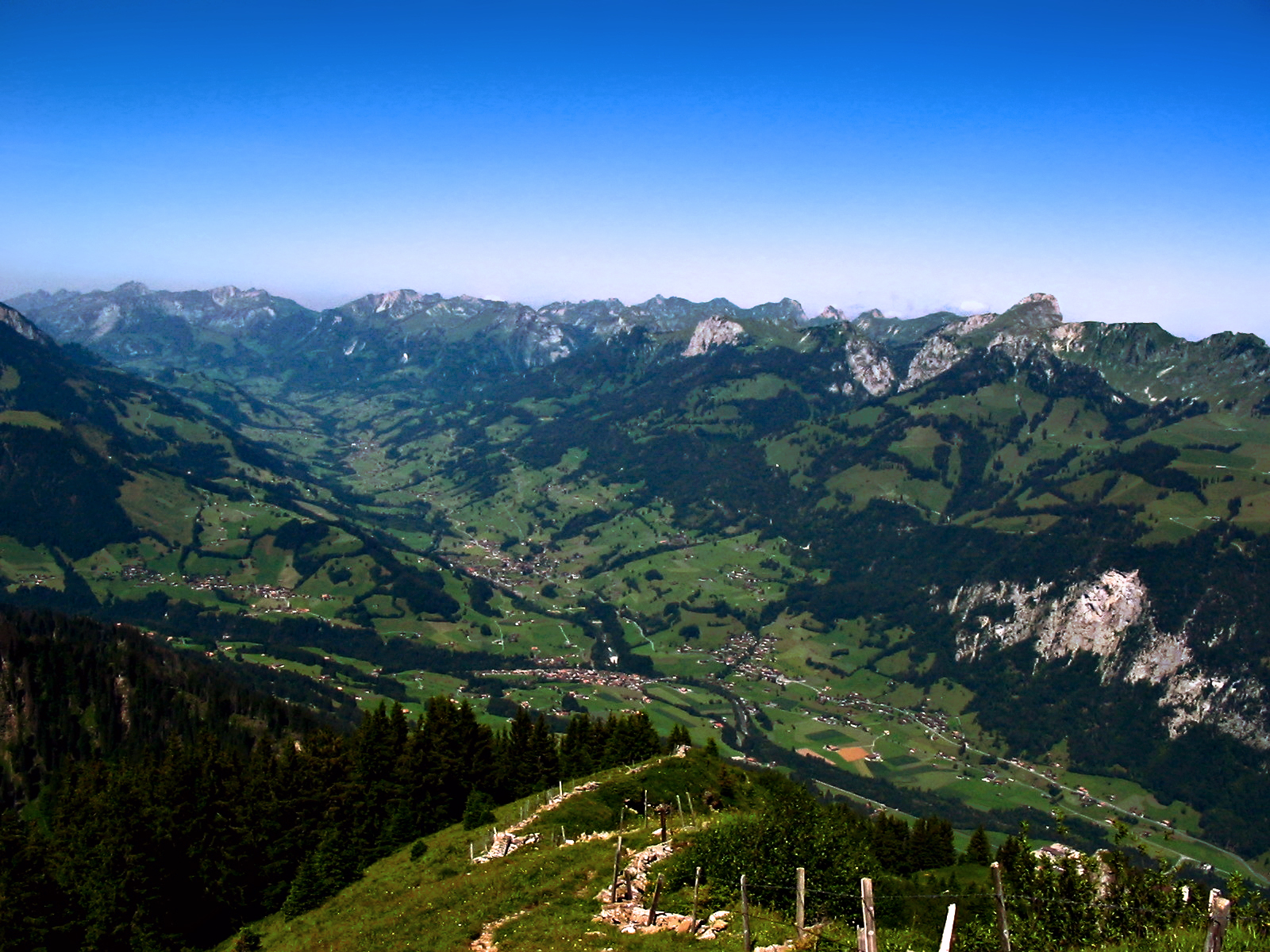
Le Simmental, une région de production du berner alpkäse.

Aujourd'hui encore très traditionnelle, la fabrication du berner alpkäse et du berner hobelkäse est réglementée par le cahier des charges AOC. Le berner alpkäse AOP est fabriqué quotidiennement pendant la période d'estivage. Les vaches sont nourries principalement avec les herbages provenant des pâturages, l'ensilage étant interdit pendant la période de fabrication du fromage. Le lait cru est transformé dans des cuves en cuivre, chauffées au feu de bois. Le caillé est chauffé à une température d'environ 53°C puis est ôté de la cuve à l'aide d'une toile à fromage. Le moulage et le pressage sont effectués dans une éclisse de bois dite « Järb ». À la sortie de la presse, les meules sont plongées une journée dans un bain de sel. Puis elles sont soignées régulièrement par frottage avec du sel et de l'eau pouvant contenir du vin ou des épices. Un berner alpkäse AOP est affiné au moins deux semaines dans l'exploitation d'estivage et doit être âgé d'au moins 4,5 mois avant d'être vendu. Les meilleures pièces sont sélectionnées pour devenir du berner hobelkäse AOP. Après 6 mois de cave, elles sont séchées debout dans un râtelier pendant encore 12 mois. Les meules rabotées donneront ensuite les fameuses rebibes berner hobelkäse AOP.

## Importance économique
Le berner alpkäse et le berner hobelkäse sont fabriqués sur pas moins de 560 alpages de l'Oberland bernois, de l'Emmental, des cantons de Vaud et de Lucerne. Leur production annuelle s'élève à quelque 1 000 tonnes. En comparaison, pour l’année 2007, 31'000 tonnes d’emmental avaient été fabriquées.
75% de la production sont vendus directement par les fromagers ou consommés pour leurs besoins propres. Seuls 25% de la production sont donc commercialisés. C’est une procédure tout à fait habituelle pour les fromages d’alpage. La plupart sont vendus ou commercialisés par des associations ou sociétés commerciales qui stockent également après quelques semaines les meules dans leurs dépôts pendant le processus de maturation. Dans l’Oberland bernois, la majorité des producteurs gardent leurs meules dans leurs propres caves. Il arrive aussi qu’ils les vendent à des fromageries ou laiteries locales qui se chargent elles aussi de la maturation.
Environ un tiers des fromages d’alpage sont transformés chaque année en fromages à rebibes.